# Língua pohnpeiana
Pohnpeian ou Ponapean é uma língua micronésia falada principalmente na ilha de Pohnpei e nas Ilhas Carolinas.  Tem cerca de 29 mil falantes sendo a língua principal do estado de Pohnpei nos Estados Federados da Micronésia. Desses 29 mil falantes, 24 mil estão em Pohnpei e os demais em outras ilhas próximas..

## Classes sociais
O Pohnpeiano tem uma 'língua alta' com um vocabulário parcialmente separado, usado para que se fale com e sobre pessoas de nível social mais elevado. Há também uma 'língua baixa' para as pessoas mais simples se referirem a si próprias na presença de pessoas da elite.

## Escrita
A língua Pohnpeiana usa o alfabeto latino simplificado implantado por missionários alemães. ..
- não apresenta as consoantes B, C, F, G, H, J, Q, V, X, Y, Z. Usa as formas Mw, Pw e Ng.
- usa as cinco vogais convencionais e mais os ditongos ao, ai, au, ei, eu, oi, ou.

Já existem desde 1994 dicionário, gramática e bíblia escritas na língua.

## Dialetos
Apresenta os dialetos Kiti, Ponapean, Sapwuahfik. A língua tem similaridade no léxico em 81% com o Pingelapês [pif], 75% com Mokillês [mkj], 36% com Chuukês [chk].

## Fonologia
- A- algo entre Â e Ä
- OA- Ä
- AU-
- D- algo entre D e T
- E-Ē
- H- Mudo – torna longa a vogal precedente.
- I- I
- IH- Ē
- K- K
- L- L muito suave, mais para "N"
- M- M
- Mw- como em inglês “soMe Way”.
- N- N
- NG- NG
- O- 0
- OU-
- P- P
- PW-
- R-R
- S-S
- T-CH
- U-OO ou ‘wh” com em "WH"EN do inglês

## Frases e palavras
- Kaselehlie - Olá (formal)
- kalahngan - Obrigado (formal)
- menlau - Obrigado (informal)
- med – “cheio”, no sentido de não ter fome
- edei  - meu nome
- edomw – teu nome
- Ia edomw? – Como é teu nome?
- Ia iromw? – Como vais?
- mwahu - Bem
- kehlail - Forte
- mwenge - Comida
- iou - Delicioso

## Amostra de texto
Tohn sampa karos ipwiwei nan saledek oh duwepenehte nan arail wasa oh arail pwung. Arail marain oh pehm ih utakerail kahrehda korusie konehng sawaspene nin duwen pirien ehu.